# Kreml (Moskva)
Kreml i Moskva (russisk: Московский Кремль, tr. Moskovskij Kreml) er et historisk fæstningsværk midt i Ruslands hovedstad Moskva, med udsigt til Moskvafloden i syd, Vasilij-katedralen (som ofte fejlagtigt anses som en del af eller hele Kreml) og Den Røde Plads (øst) Alexanderhaven (vest). Kreml blev optaget på UNESCOs verdensarvsliste i 1990 i henhold til kriterierne i, ii, iv, vi Moskva Kreml er den mest kendte Kreml (dansk: ~ fæstninger) og består af fire paladser (blandt andet Terem-paladset), fire katedraler (blandt andet Uspenskijkatedralen), omringet af Kremlmuren med Kremltårnet. Komplekset repræsenterer samtidig den russiske og tidligere sovjetiske politiske magt, og er residens for den russiske præsident.
- Den første plan over Kreml fra 1663
- Plan over Moskvas Kreml 1917